# Andrzej Chorosiński
Andrzej Tomasz Chorosiński (ur. 24 maja 1949 w Otwocku) – polski organista, profesor zwyczajny i były rektor Uniwersytetu Muzycznego Fryderyka Chopina w Warszawie, doktor honoris causa koreańskiego Keimyung Chopin University. Ojciec aktora Michała Chorosińskiego

## Życiorys
W 1972 uczestniczył w kursie mistrzowskim w zakresie gry na organach w Belgii i otrzymał nagrodę specjalną na Międzynarodowym Konkursie Improwizacji Organowej w Kilonii. Koncertował w wielu krajach Europy, oraz w Izraelu, Stanach Zjednoczonych, Kanadzie, Korei Południowej i Japonii. Występował m.in. w Filharmonii Narodowej w Warszawie, Koncerthuset w Sztokholmie, Sali im. Piotra Czajkowskiego w Moskwie, Katedrze Notre Dame w Paryżu, kaplicy King’s College w Cambridge, Auli Pawła VI w Watykanie, Katedrze św. Patryka w Nowym Jorku. Dokonał wielu nagrań dla radia i telewizji w kraju i za granicą, nagrywał płyty dla wielu firm fonograficznych.
Repertuar Andrzeja Chorosińskiego obejmuje muzykę baroku i romantyzmu oraz transkrypcje (częściowo dokonane z Marianem Sawą) utworów Antonia Vivaldiego (cykl Cztery pory roku), Camille′a Saint-Saënsa (Danse macabre), Modesta Musorgskiego (Obrazki z wystawy) i Paula Dukasa (Uczeń czarnoksiężnika).
Znaczące miejsce w działalności muzyka zajmuje praca pedagogiczna. Od 1972 prowadzi klasę organów w Akademii Muzycznej w Warszawie (od 1992 jako profesor). W latach 1987–1993 pełnił również funkcję prorektora, a w latach 1993–1999 – rektora. Od 1999 kierował Katedrą Organów i Klawesynu w warszawskiej uczelni. Od 1991 uczy jednocześnie w Akademii Muzycznej we Wrocławiu. Ponadto prowadził kursy improwizacji organowej w Niemczech i kursy interpretacji w Szwecji, Finlandii, Stanach Zjednoczonych, Japonii, Korei Południowej i Izraelu. Uczestniczył w pracach jury międzynarodowych konkursów organowych we Francji, Niemczech i w Polsce.
Jest współinicjatorem i dyrektorem artystycznym siedmiu międzynarodowych festiwali muzyki organowej i kameralnej na zabytkowych instrumentach: we Wrocławiu, Jeleniej Górze, Legnicy, Kłodzku, Kluczborku, Polanicy-Zdroju i Św. Lipce.
W latach 1993–2000 był członkiem Stowarzyszenia Uczelni Muzycznych Europy (AECAM), w latach 1993–1999 pełnił funkcję rektora Uniwersytetu Muzycznego Fryderyka Chopina, w latach 1997–1999 przewodniczył konferencji rektorów uczelni artystycznych w Polsce. Od 1997 do 2002 sprawował także funkcję dyrektora artystycznego Filharmonii Dolnośląskiej w Jeleniej Górze.
Nagrany w 2003 przez niego album Bazylika w Licheniu. Na organach nawy zachodniej gra Andrzej Chorosiński uzyskał status dwukrotnie platynowej płyty.
Jest także konsultantem i autorem wielu projektów w zakresie budownictwa organowego w Polsce, Niemczech, Kanadzie i Japonii.

## Odznaczenia
Andrzej Chorosiński otrzymał wiele odznaczeń i nagród m.in. odznakę „Zasłużony Działacz Kultury”, Złoty Krzyż Zasługi, medal „Ecclesiae Populoque Servitium Praestanti”. Jest również honorowym obywatelem Jeleniej Góry, Kłodzka i Polanicy-Zdroju, w uznaniu zasług w popularyzowaniu kultury muzycznej na terenie Dolnego Śląska. W 2010 r. odznaczony został Krzyżem Kawalerskim Orderu Odrodzenia Polski za wybitne zasługi dla kultury polskiej, osiągnięcia w twórczości artystycznej i działalności pedagogicznej.
W 2006 został odznaczony Srebrnym Medalem „Zasłużony Kulturze Gloria Artis”.